# Chocolates Hueso
Chocolates Hueso fue una empresa fabricante de chocolate, fundada en 1862 y desaparecida como tal en 1989. Entre sus marcas estaba la emblemática barrita de chocolate Huesitos.
Se encontraba ubicada en la localidad aragonesa de Ateca de la provincia de Zaragoza en España, si bien sus instalaciones y producción se mantienen en la actualidad como propiedad de la empresa Chocolates Valor. Está situada en la orilla del río Jalón al lado del "Puente de Hierro" en el barrio de San Martín.

## Historia
La creación de la empresa se remonta a 1862 por José María Hueso, abuelo de Francisco Hueso Rolland.
La empresa llega a ser proveedora de la Casa Real en 1900.
En 1955 la empresa dejó de pertenecer a la familia Hueso al ser vendida a Francisco Unzurrunzaga Loinaz.
Tras crearse el producto Huesitos en 1976, llegó a anunciarse con un personaje de un niño de una tribu africana. Su cabello lo sujetaba un hueso y su indumentaria era un pantaloncito de piel de leopardo. El producto era “Ambrosias-Praline de chocolate” y el simpático niño decía “¡eso…eso…chocolates hueso!”.
En las temporadas 1983-1984-1985 llegó a patrocinar al equipo ciclista Hueso que corrió en la Vuelta a España 1983, Vuelta a España 1984 y Vuelta a España 1985 con Jesús Suárez Cueva como jefe de filas. Entre otros ciclistas, también participaron Alberto Leanizbarrutia, Ángel de las Heras, Jon Koldo Urien, José Ángel Urien y Juan Tomás Martínez.

## Desaparición

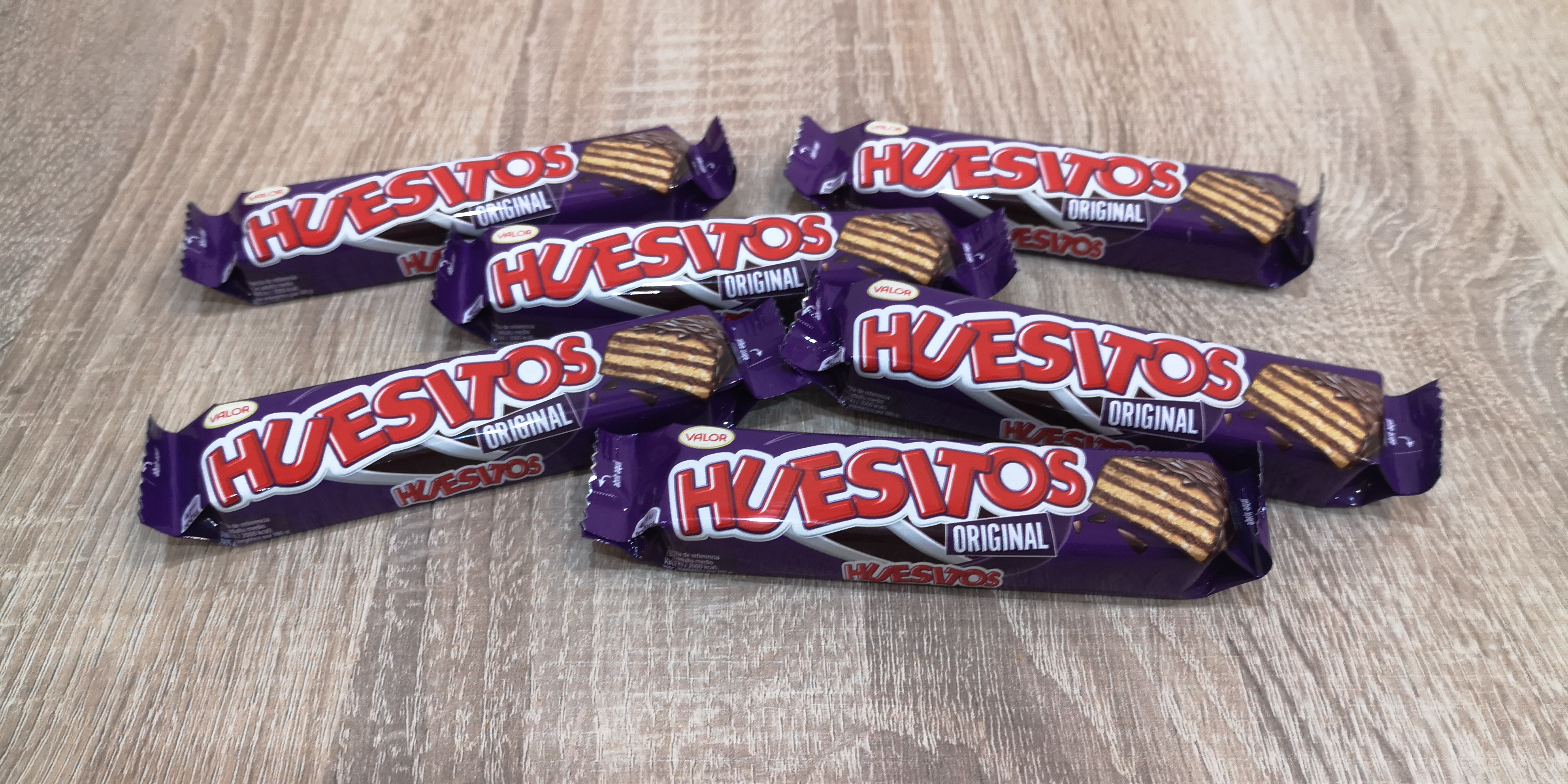
Varias barritas de Huesitos, el producto más emblemático de Hueso, fabricados por Chocolates Valor desde 2013.

En 1989 la empresa fue absorbida por la multinacional británica Cadbury-Schweppes, quién compró el 100% del accionariado, pasando a denominarse Cadbury Dulciora S.L. y traspasando la producción de caramelos Respiral  a la planta de Valladolid. A su vez, en 2010 la multinacional estadounidense Kraft Foods compra a la británica.
Mondelēz International, propietaria de Kraft Foods, propuso en abril de 2013 cerrar la fábrica de Ateca, y trasladar la fabricación del producto a Polonia, al igual que había hecho con Somerdale Factory. Tras una campaña de apoyo social e institucional en Facebook, Mondelēz opta por dar marcha atrás. El 15 de julio de 2013 la empresa Mondeléz anuncia que vende la factoría de Ateca, junto con las marcas "Huesitos" y "Tokke", a la empresa española Chocolates Valor, que asume la producción de las famosas barritas de chocolate en la fábrica de Ateca a partir del verano de 2013

## Productos
- Huesitos originales: consta de unas barras de barquillo, que entre barra y barra de barquillo se dispone crema de chocolate y es bañado en chocolate con leche.
- Huesitos blanco: consta de unas barras de barquillo, que entre barra y barra de barquillo se dispone crema de chocolate blanco y leche y es bañado en chocolate blanco.
- Huesitos leche: consta de unas barras de barquillo, rellenas de crema de nata y bañado en chocolate con leche.[3]